# Liste der Kulturdenkmäler in Kenn
In der Liste der Kulturdenkmäler in Kenn sind alle Kulturdenkmäler der rheinland-pfälzischen Ortsgemeinde Kenn aufgeführt. Grundlage ist die Denkmalliste des Landes Rheinland-Pfalz (Stand: 8. Februar 2023).

## Denkmalzonen
| Bezeichnung          | Lage                                                            | Baujahr | Beschreibung | Bild |
| -------------------- | --------------------------------------------------------------- | ------- | --- | ---- |
| Denkmalzone Ortskern | Hauptstraße, Im Ecken, Römerplatz, Spitzstraße, Waldstraße Lage |         | kennzeichnendes Ortsbild mit Pfarrkirche samt Kirchhof, Maximiner Hofgut und Hofanlagen des 19. Jahrhunderts, eingeschlossen der Platz der römischen Villa auf dem Gebiet Hauptstraße, Römerplatz, Im Ecken | BW   |

## Einzeldenkmäler
| Bezeichnung                            | Lage                              | Baujahr                        | Beschreibung | Bild                           |
| -------------------------------------- | --------------------------------- | ------------------------------ | --- | ------------------------------ |
| Rathaus                                | Bahnhofstraße 28 Lage             | 1931                           | ehemalige Schule; kubisch gestreckter Walmdachbau, 1931, Architekt Laubach                                                                                  | weitere Bilder Fotos hochladen |
| Herrenbrunnen                          | Hauptstraße, Ecke Waldstraße Lage | um 1500                        | spätgotischer Brunnenstock, um 1500 | weitere Bilder Fotos hochladen |
| Quereinhaus                            | Hauptstraße 9 Lage                | 18. Jahrhundert                | Quereinhaus, 18. Jahrhundert, Erneuerung im 19. Jahrhundert                                                                                                 | Fotos hochladen                |
| Katholische Pfarrkirche St. Margaretha | Hubertusstraße Lage               | 1746                           | Saalbau 1746, Teilneubau 1967/68, Architekt Heinrich Otto Vogel, Trier; zugehörig Kirchhof mit Friedhofskreuz und klassizistischer Grabplatte, 1793         | weitere Bilder Fotos hochladen |
| Heimatmuseum                           | Im Ecken 13 Lage                  | 1768                           | Winkelhof; barockes Quereinhaus, 1768, Erneuerung 1822 | Fotos hochladen                |
| Keller                                 | Im Ecken, vor Nr. 13 Lage         | Mitte des zweiten Jahrhunderts | römische Kelleranlage | Fotos hochladen                |
| Maximinerhof                           | Maximinerhof 3 und 4 Lage         | 1739                           | ehemaliges Hofgut der Abtei St. Maximin; stattlicher Mansardwalmdachbau, bezeichnet 1739, Umbau bezeichnet 1821; Barockwappen des Abtes Willibrord Scheffer | Fotos hochladen                |
| Wegekreuz                              | Spitzstraße Lage                  | 1820                           | Schaftkreuz, bezeichnet 1820 | Fotos hochladen                |
| Statue                                 | Waldstraße, an Nr. 1 Lage         | Ende des 18. Jahrhunderts      | Bildwerk des heiligen Antonius von Padua, Ende des 18. Jahrhunderts                                                                                         | Fotos hochladen                |
| Wegekreuz                              | südöstlich des Ortes im Wald Lage | 1821                           | Schaftkreuz, bezeichnet 1821 | BW                             |